# Maria Dahvana Headley
Maria Dahvana Headley (Estacada, Oregón, 21 junio de 1977) es una novelista americana, autora de memorias, editora, guionista y dramaturga. Es autora y editora de libros superventas del New York Times.
Entre su obra literaria se encuentran la novela Magonia, de género young-adult de fantasía espacial, y Reina de reyes, una novela alternativa de fantasía histórica sobre Cleopatra. Su cuento Da su miel cuándo oyes su grito, originalmente publicado en la revista Lightspeed en julio de 2012, fue candidata a los Premios Nébula de 2012, en la categoría de mejor relato corto. Su relato corto El tradicional fue finalista en 2013 del premio Shirley Jackson.

## Vida temprana
Maria Dahvana Headley nació el 21 de junio de 1977 en Estacada, Oregón. Creció en un rancho de perros de trineo supervivencialista en Idaho. Después de graduarse en el instituto Vallivue en Caldwell, Idaho, en 1995, se matricula en la Universidad de Nueva York, donde estudió escritura dramática en el Programa de Escritura Dramática de la Tisch School of the Arts.

## Vida personal
Headley vivió en Seattle durante muchos años antes de regresar a Nueva York, donde vive actualmente.